# Этайн

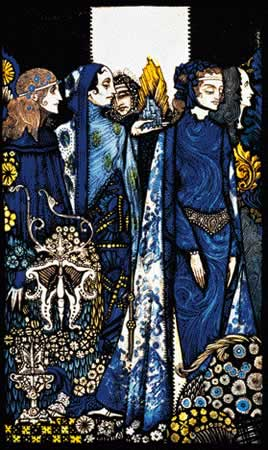
Эскиз к стихотворению: Этайн — фигура слева

Этайн  (др.‑ирл. Étaín), также Эдан (ирл. Édaín) или Эйдин (ирл. Éadaoin) — героиня ирландской мифологии, в основном известная по легенде «Сватовство к Этайн».
Этайн Эхрайде была дочерью Айлиля, уладского короля. К ней посватался Мидир, из Племён богини Дану. Его первая жена Фуамнах, когда Этайн привели в дом, превратила её в воду, которая стала червяком, а тот, в свою очередь, превратился в прекрасную муху, которая стала сопровождать Мидира. Тогда Фуамнах наслала на муху ветер, от которого та, спустя 7 лет, спаслась у приёмного сына Мидира, Мак Ока, в клетке. Фуамнах уговорила Мидира позвать Мак Ока в гости, магией выгнала муху из клетки, и та, уже во времена короля Конхобара, упала в чашу, из которой выпила жена героя Этара; так Этайн была зачата во второй раз, и родилась вновь спустя 1012 лет после первого своего рождения. Вновь Этайн вышла замуж за короля Ирландии Эохайда Айрема. Мидир наслал болезнь от любви и ревности на Айлиля Ангуба; Эохайд уехал, оставив с ним Этайн, чтобы та позаботилась о похоронах, но Айлиль стал поправляться от того, что Этайн была рядом, и признался ей в том, что любит её. Этайн для полного излечения предложила тайно соединиться с ним, но вместо Айлиля, который засыпал в назначенное время магическим сном, на встречу пришёл Мидир, который рассказал Этайн о былом браке. Этайн не согласилась бежать без согласия мужа; тогда Мидир встретился с Эохайдом и выиграл у него в фидхелл объятие и поцелуй Этайн, а в назначенный час, когда Эохайд отказался уступить Этайн, выкрал её. Ирландцы стали разрушать холмы, в которых жили Туата де Дананн, и тогда Мидир пообещал вернуть Этайн. Из холмов вышло 50 девушек, неотличимых от Этайн; Эохайд стал испытывать их на умение подавать напитки, которым славилась Этайн, и предпоследнюю из девушек забрал себе. Позже выяснилось, что Этайн, когда была похищена, была беременна, и Эохайд забрал себе не её саму, а её дочь; от этого инцеста родился герой Конайре Мор.
Хотя Этайн является смертной, жизнь её тесно переплетена с магией; она и сама несёт в себе магические функции. В легенде «Любовь к Этайн» рассказывается, как на ней женился Эохайд. Ирландцы отказались нести дань и повинность перед Верховным королём Ирландии, пока у него нет королевы; в данной легенде сочетание с Этайн — сочетание с богиней Верховной Власти.
Этайн упоминается в стихотворении «Королевы» Джона М. Синга.